# Bolszewizm bez maski

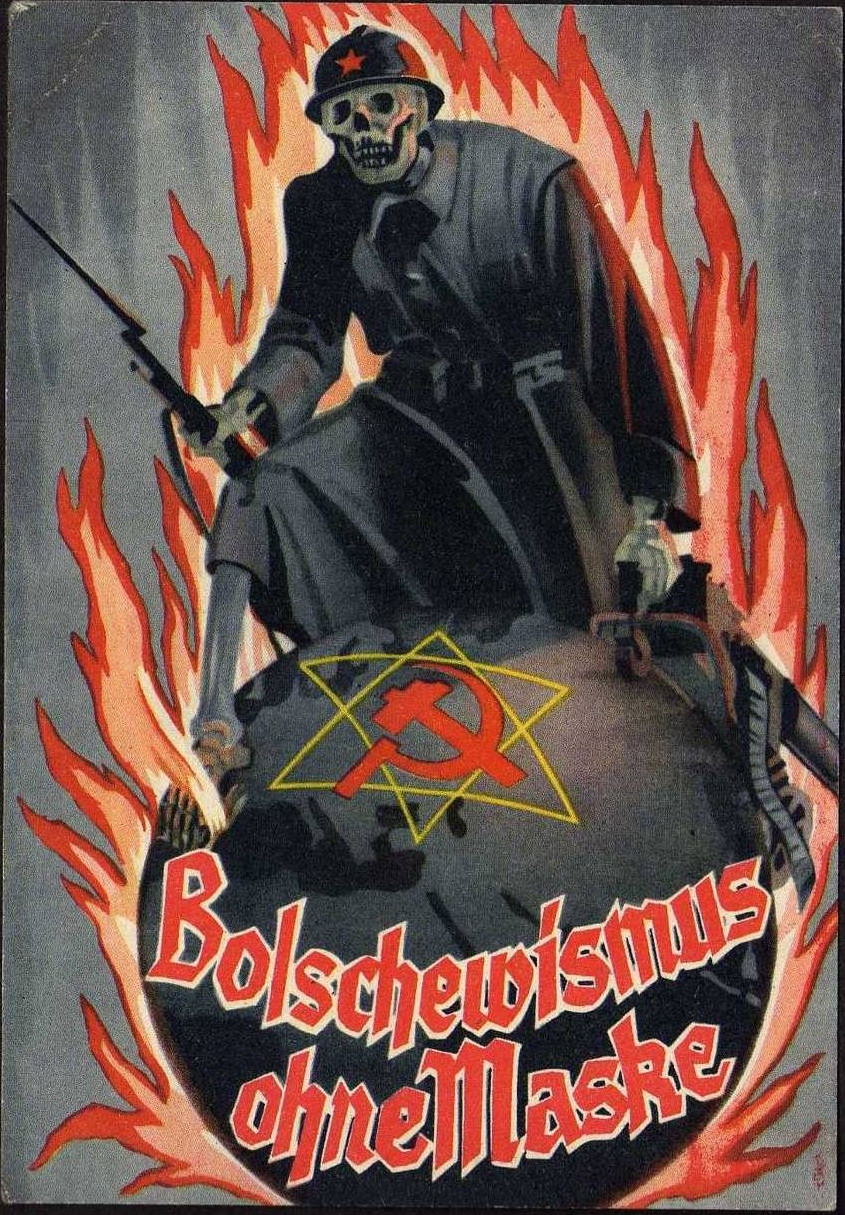
Plakat promujący wystawę „Bolszewizm bez maski” w Berlinie

Bolszewizm bez maski (niem. Bolschewismus ohne Maske) – antysemicka i antykomunistyczna wystawa zorganizowana przez NSDAP w nazistowskich Niemczech, w tym w Austrii po anszlusie, mająca na celu ukazanie radzieckiego bolszewizmu jako żydowskiego zła zagrażającego całemu światu (teoria spiskowa o żydokomunie).

## Opis
Nazistowska strategia wywierania wpływów politycznych opierała się w dużej mierze na jej zdolności do tworzenia hałaśliwej i wszechobecnej propagandy nazistowskiej, umiejętnie skierowanej do wielu grup społeczeństwa i była wystarczająco szeroka pod względem treści oraz przesłania, aby przemawiać do większości przeciętnych obywateli Niemiec.
W latach 1936–1938 Reichspropagandaleitung der NSDAP (partyjny wydział propagandy), kierowany przez ministra Josepha Goebbelsa, zainicjował kampanie skupione wokół idei antykomunizmu. Aspekty tych kampanii obejmowały artykuły prasowe, książki i przemówienia. Jednak w 1937 roku wydział zorganizował wystawę antybolszewicką, która objechała cały kraj, atakując marksizm, Związek Radziecki i bolszewicką przemoc. Dodatkowo podkreślano że „żydostwo jest rdzeniem bolszewizmu” (żydokomuna) i postulowano, że Żydów należy obwiniać za dojście bolszewików do władzy, ponieważ Żydzi praktykują „lichwę, oszustwo i godne pożałowania tchórzostwo”.
Nazistowska propaganda przeciwko Związkowi Radzieckiemu została przerwana w sierpniu 1939 roku, w związku z podpisaniem paktu Ribbentrop-Mołotow. Aby zapobiec wojnie na dwóch frontach, Hitler podpisał pakt o nieagresji ze Stalinem na kilka dni przed inwazją na Polskę 1 września 1939 roku. Pakt został jednak zerwany niecałe dwa lata po jego podpisaniu, gdy Niemcy przypuściły atak na ZSRR w czerwcu 1941 roku. Później naziści ponownie rozpoczęli krucjatę przeciwko bolszewikom, otwierając kolejną antybolszewicką wystawę w 1942 roku, pod tytułem Sowiecki raj.